# Alemany suabi
El suabi ( Schwäbisch (?·pàg.)) és un dels grups dialectals de l'alemany alamànic, que pertany al continu dialectal de l'altgermànic superior. Es parla principalment a Suàbia, situada a la part central i sud-est de la regió de Baden-Württemberg (incloent-hi la capital, Stuttgart i al Jura Suabi, així com al sud-oest de Bavària (la Bavària suàbia). A més, l'alemany suabi també és parlat pels alemanys del càucas a Transcaucasia. Els dialectes de la població hongaresa, ex-iugoslava i romanesa del danubi suabi són normalment denominats suabis, i es remunten no només al suabi, sinó que també als dialectes franconis, bavaresos i de l'àrea de Hesse, amb diferents graus d'influència dels dialectes inicials.

## Descripció
El suabi pot ser difícil d'entendre pels parlants de l'alemany estàndard (Hochdeutsch), degut a la seva pronunciació i la peculiar gramàtica i vocabulari. Per exemple, en alemany estàndard, «melmelada de maduixa» es diu Erdbeermarmelada, mentre que en suabi li'n diuen Bräschdlingsgsälz.

## Característiques
- El final en «-ad» s'utilitza pels verbs en primera persona del plural; per exemple, «anem» és wir gangad en comptes de l'estàndard wir gehen.
- Com en altres dialectes alamànics, la pronunciació de la «s» davant de «t» i «p» esdevé [ʃ]; per exemple, Fest («festa»), es pronuncia com Feschd.
- El temps d'atac de la sonoritat de les oclusives és a mig camí entre el que s'esperaria per veure-hi un contrast clar entre les pauses aspirades sordes i sonores. Aquesta diferència és notable, sobretot, en les pauses sordes:

| «t» a «d» | «t» a «d» | «t» a «d» | «p» a «b» | «p» a «b» | «p» a «b» |
| --------- | --------- | --------- | --------- | --------- | --------- |
| Alemany   | Suabi     | Català    | Alemany   | Suabi     | Català    |
| Tasche    | Dasch     | Bossa     | putzen    | butza     | Netejar   |
| Tag       | Dag       | Dia       | Papa      | Baba      | Papà      |

- Una altra característica és l'addició del sufix diminutiu «-le» a moltes paraules. Amb l'addició de «-le» (que es pronuncia /lə/), l'article del substantiu esdevé automàticament «das». Aquest «-le» suabi és comparable als diminutius «-lein» o «-chen» de l'alemany estàndard, però el seu ús en la varietat suàbia és molt més comú. Per exemple, una «caseta» (en alemany: Haus), és una Häuschen en alemany estàndard, però una Heisle en suabi. En algunes regions, «-la» s'utilitza pel plural, per tant, «casetes» seria Heisla.

| Alemany | Suabi  | Català |
| ------- | ------ | ------ |
| Zug     | Zigle  | Tren   |
| Haus    | Heisle | Casa   |
| Kerl    | Kerle  | Xicot  |
| Mädchen | Mädle  | Noia   |
| Baum    | Baimle | Arbre  |

| Alemany            | Suabi      | Exemple (Alemany = Suabi)      |
| ------------------ | ---------- | ------------------------------ |
| a curta [a]        | [a]        | machen = macha                 |
|                    | [ɔː]       | schlafen = schlofa             |
| e curta [ɛ]        | [e]        | Mensch, fest = Mentsch, fescht |
| e curta [ɛ]        | [ɛ]        | Fest = Fäscht                  |
| e llarga [eː]      | [ɛa̯]       | leben = läaba                  |
| o curta [ɔ]        | [ɔ]        | Kopf = Kopf                    |
| o llarga [oː]      | [aʊ̯]       | hoch, schon = hau, schau       |
| ö curta [œ]        | [e]        | können, Köpfe = kenna, Kepf    |
| ö llarga [øː]      | [eː]       | schön = schee                  |
| i curta [ɪ]        | [e]        | in = en                        |
| i (ie) llarga [iː] | [ia̯]       | nie = nia                      |
| ü curta [ʏ]        | [ɪ]        | über = iber                    |
| ü llarga [yː]      | [ia̯]       | müde = miad                    |
| u curta[ʊ]         | [ɔ]        | und = ond                      |
| u llarga [uː]      | [ua̯]       | gut = guat                     |
| ei [aɪ̯]            | [ɔa̯], [ɔɪ̯] | Stein = Schdoa/Schdoi          |
| ei [aɪ̯]            | [a̯i]       | mein = mei                     |
| au [aʊ̯]            | [aʊ̯]       | laufen = laofa                 |
| au [aʊ̯]            | [a̯u]       | Haus = Hous                    |
| eu [ɔʏ̯]            | [a̯i], [ui̯] | Feuer = Feijer/Fuijer          |

En moltes regions, el suabi es parla amb una entonació única que també es mostra quan els parlants nadius de suabi parlen en alemany estàndard. A més, els suabis no diferencien entre /s/ i /z/ i per tant, realitzen aquests sons com a /s/ quan parlen alemany estàndard.
Les oclusives sonores, les fricatives post-alveolars i l'ús freqüent de diminutius amb sufixos que contenen la «l» dona a aquest dialecte un estil molt «tou» o «suau», sovint amb un gran contrast amb les varietats d'alemany parlades al nord, que són més dures.

## Classificació i variació

Un adhesiu on hi diu: «Ho podem fer tot, menys (parlar) alemany estàndard.»

El suabi es considera un dialecte de l'alamànic, que a la vegada, és un dels dos tipus de dialecte de l'altgermànic superior (conjuntament amb el bavarès). El codi lingüístic ISO 639-3 pel suabi és swg.
El dialecte suabi es compon de nombrosos sub-dialectes, que tenen les seves pròpies variacions. Aquests sub-dialectes es poden categoritzar segons la formació del participi del verb «sein» (ser), que pot ser gwäa o gsei. Els Gsei són els més propers als altres dialectes alamànics, com per exemple l'alemany suís.